# Вінтергейвен (Каліфорнія)
Вінтергейвен (англ. Winterhaven) — переписна місцевість (CDP) в США, в окрузі Імперіал штату Каліфорнія. Населення — 390 осіб (2020).

## Географія
Вінтергейвен розташований за координатами 32°44′14″ пн. ш. 114°38′16″ зх. д. / 32.73722° пн. ш. 114.63778° зх. д. (32.737246, -114.637761).  За даними Бюро перепису населення США в 2010 році переписна місцевість мала площу 0,62 км², уся площа — суходіл.

## Демографія
Згідно з переписом 2010 року, у переписній місцевості мешкали 394 особи в 151 домогосподарстві у складі 97 родин. Густота населення становила 639 осіб/км².  Було 186 помешкань (302/км²).
Расовий склад населення:
| - 62,2 % — білих - 9,4 % — корінних американців - 1,0 % — чорних або афроамериканців - 0,3 % — азіатів - 21,3 % — осіб інших рас |

До двох чи більше рас належало 5,8 %. Частка іспаномовних становила 66,2 % від усіх жителів.
За віковим діапазоном населення розподілялося таким чином: 29,4 % — особи молодші 18 років, 53,8 % — особи у віці 18—64 років, 16,8 % — особи у віці 65 років та старші. Медіана віку мешканця становила 39,0 року. На 100 осіб жіночої статі у переписній місцевості припадало 86,7 чоловіків;  на 100 жінок у віці від 18 років та старших — 91,7 чоловіків також старших 18 років.
За межею бідності перебувало 45,6 % осіб, у тому числі 0,0 % дітей у віці до 18 років та 58,3 % осіб у віці 65 років та старших.
Цивільне працевлаштоване населення становило 18 осіб. Основні галузі зайнятості: науковці, спеціалісти, менеджери — 50,0 %.